# إليزر جارنر
إليزر جارنر هو سياسي كندي، ولد في 28 أبريل 1887، وتوفي في 1937. انتخب عضو المجلس التشريعي في ساسكاتشوان ‏.